# Antônio Borges da Silveira Lobo
Antônio Borges da Silveira Lobo (* 21. Februar 1908 in Rio de Janeiro; † 3. März 1979 ebenda) war ein brasilianischer Seeoffizier, der zuletzt als Flottenadmiral (Almirante-de-Esquadra) zwischen 1969 und 1972 Chef des Stabes (Chefe do Estado-Maior da Armada) der Marine (Marinha do Brasil) war.

## Leben

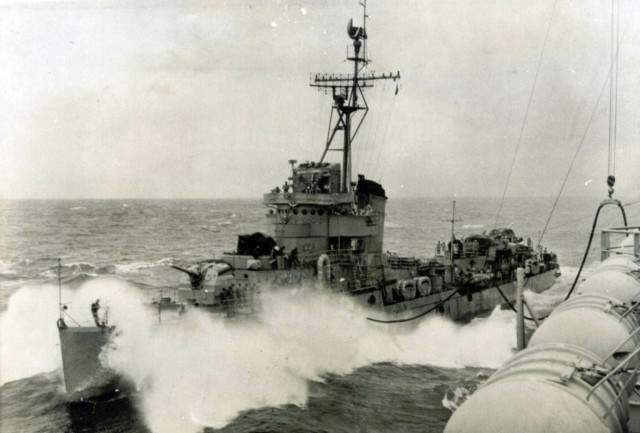
Fregattenkapitän Lobo war zwischen 1953 und 1954 Kommandant des Zerstörers Acre.

Antônio Borges da Silveira Lobo begann im 1926 seine Ausbildung zum Seeoffizier an der Marineschule (Escola Naval) und wurde nach deren Abschluss im Dezember 1930 zum Leutnant zur See (Segundo-tenente) sowie im September 1932 zum Oberleutnant zur See (Primeiro-tenente) befördert. Im Laufe seiner darauf folgenden Verwendungen erfolgte im März 1934 seine Beförderung zum Kapitänleutnant (Capitão-tenente) sowie während des Zweiten Weltkrieges im Dezember 1944 zum Korvettenkapitän (Capitão-de-corveta). Nach Kriegsende wurde er im Mai 1950 zum Fregattenkapitän (Capitão-de-fragata) befördert und war zwischen dem 20. Mai 1953 und dem 10. Mai 1954 Kommandant des Zerstörers Acre. Im Oktober 1954 erfolgte seine Beförderung zum Kapitän zur See (Capitão-de-mar-e-guerra). Er war unter anderem Marineattaché an der Botschaft in Peru. Im November 1960 erfolgte seine Beförderung zum Konteradmiral (Contra-almirante) sowie im August 1965 zum Vizeadmiral (Vice-almirante).
Silveira Lobo wurde im März 1967 zum Flottenadmiral (Almirante-de-Esquadra) befördert. Im November 1969 übernahm er als Nachfolger des zum Marineminister ernannten Admiral Adalberto de Barros Nunes den Posten als Chef des Stabes (Chefe do Estado-Maior da Armada) der Marine (Marinha do Brasil) und bekleidete diesen bis Februar 1972, woraufhin Admiral Francisco Augusto Simas de Alcântara ihn ablöste. Aufgrund einer Abwesenheit von Adalberto de Barros Nunes bekleidete er zwischen Oktober und November 1970 vorübergehend das Amt des Marineministers.
Aus seiner Ehe mit Fani Eugênia Emeliana Nunes da Silveira ging ein Sohn hervor.